# Andreasfriedhof (Braunschweig)

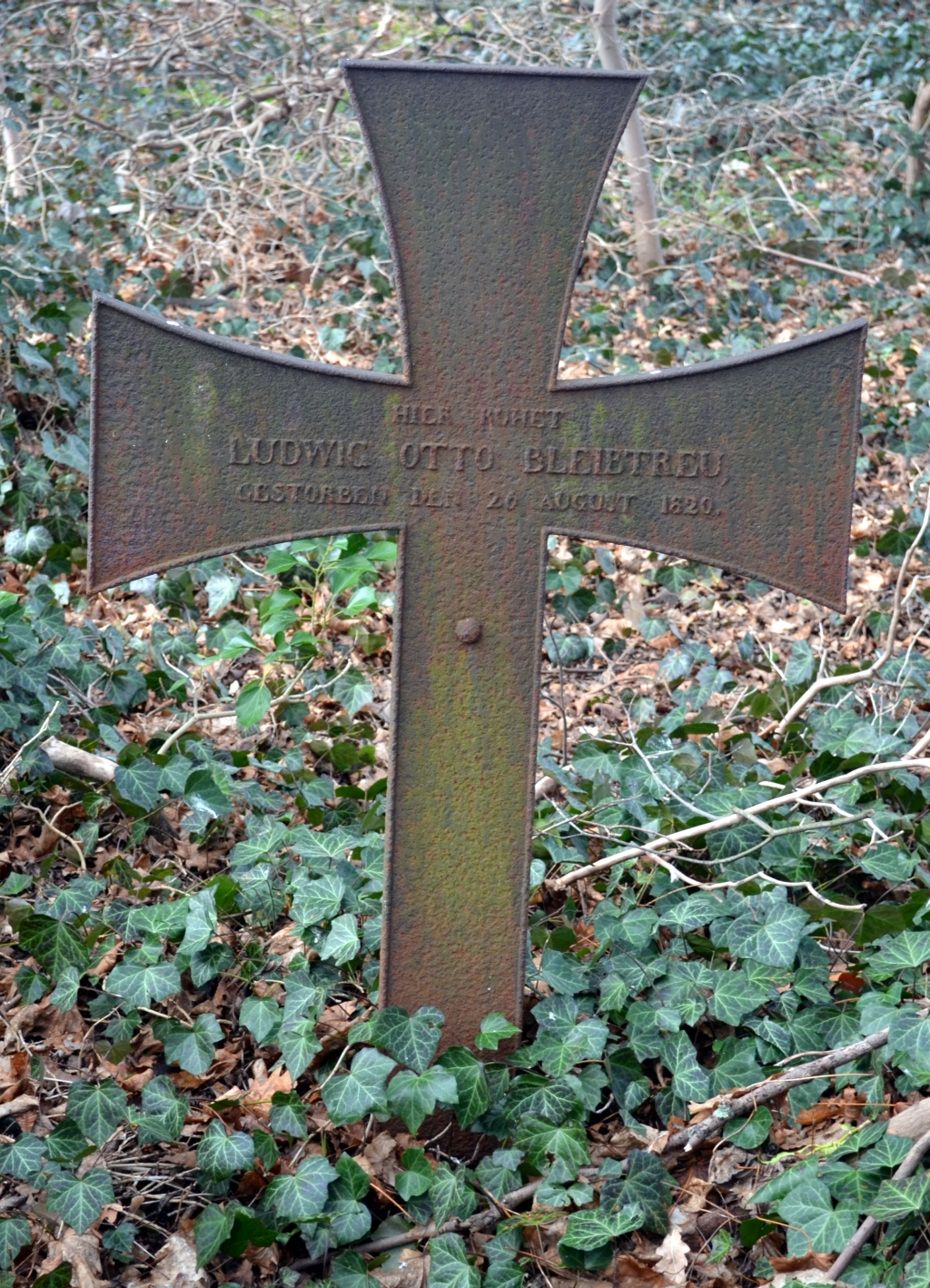
Grab von Ludwig Otto Bleibtreu, Gründer der Zichorienfabrik Ludwig Otto Bleibtreu, im März 2015.

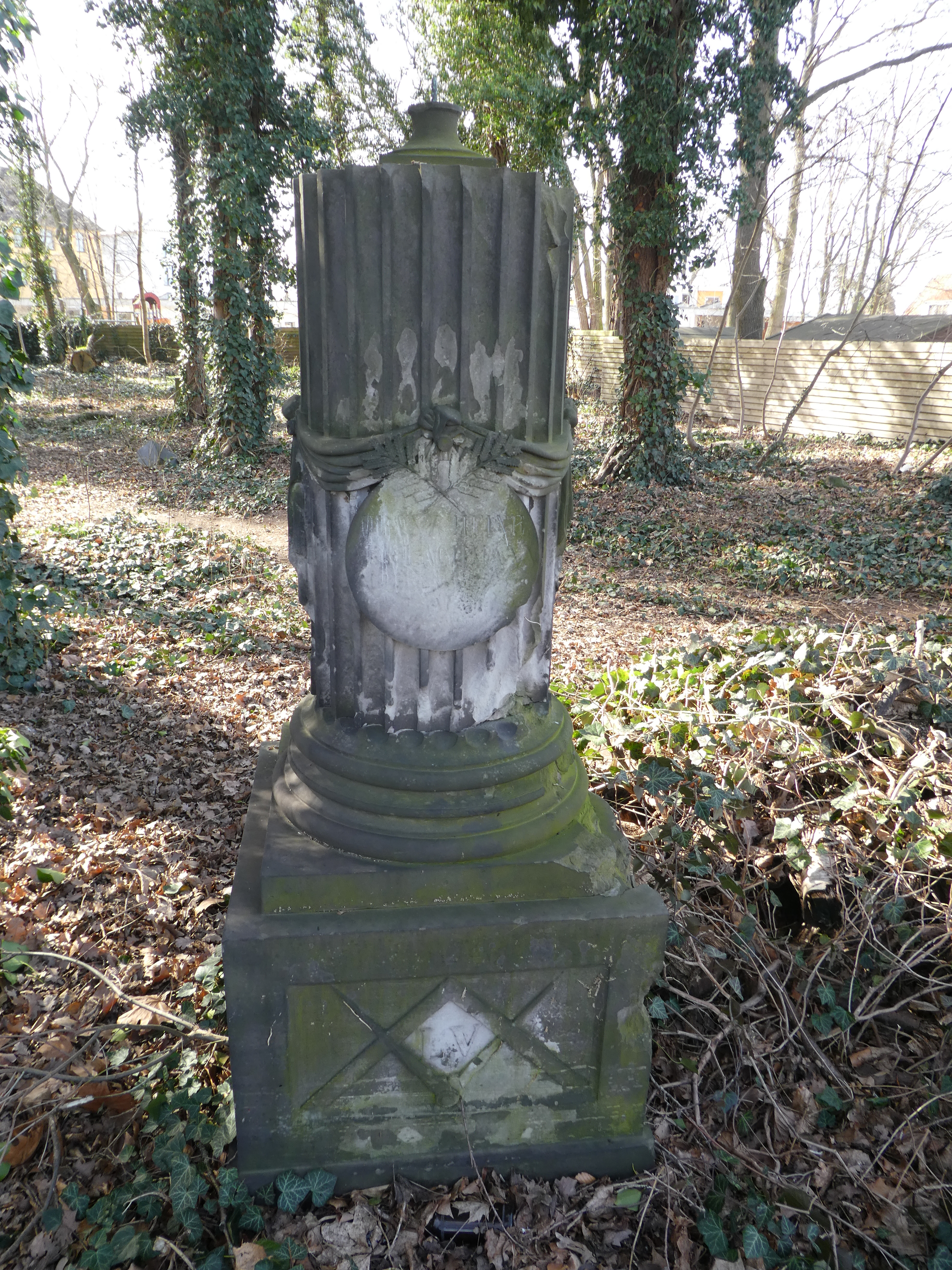
Grab von Heinrich Lachmann, Pädagoge, Arzt und Biologe sowie Mitglied in der Freimaurerloge „Carl zur gekrönten Säule“.

Der Andreasfriedhof im Nördlichen Ringgebiet in Braunschweig ist ein historischer Friedhof, der 1802 angelegt wurde. Heute ist die Anlage größtenteils ungenutzt. Der ehemalige Friedhof der evangelisch-lutherischen Andreasgemeinde ist mit einem Zaun eingefasst und befindet sich erhöht von der restlichen Umgebung an der Hamburger Straße und grenzt an den Wendenring und an den Hasenwinkel. Um den Höhenunterschied auszugleichen, wurde eine Mauer um die Anlage errichtet. Ursprünglich befanden sich hier zwei Friedhöfe, der südliche gehörte zur Katharinengemeinde und wurde 1862 von der Andreasgemeinde übernommen, die wiederum ihren zweiten Friedhof am Rebenring, der an den Katharinenfriedhof angrenzte, an die Katharinengemeinde übergab.

## Geschichte
Die Angehörigen der Andreaskirche, der Pfarrkirche der Neustadt, wurden ursprünglich direkt an der Andreaskirche beerdigt. An Stelle dieses Friedhofs entstand der Platz „An der Andreaskirche“. Als die mittelalterlichen Kirchen Braunschweigs im 17. und 18. Jahrhundert damit begannen, ihre Friedhöfe aus dem Stadtinneren vor die Stadttore zu verlagern, legte auch die Andreaskirche einen neuen Friedhof vor dem Neustadttor an. Als von 1692 bis 1741 die Befestigungsanlagen Braunschweigs ausgebaut und verbreitert wurden, musste der Friedhof am Neustadttor weichen. Die Stilllegung des Friedhofs wurde 1705 verfügt. Da die Andreasgemeinde kein neues passendes Gelände vor dem Neustadttor fand, legte sie einen Friedhof an der Rebenstraße (heute Rebenring) vor dem Wendentor an, das eigentlich zum Gebiet des Hagens und der dort befindlichen Katharinenkirche gehörte. Der Friedhof an der Rebenstraße wurde ab 1721 genutzt. Nebenan befand sich der Katharinenfriedhof, der 1706 angelegt wurde. Nach 1753 wurde der Friedhof zweimal erweitert. 1753 kam angrenzend der Garnisonfriedhof hinzu.

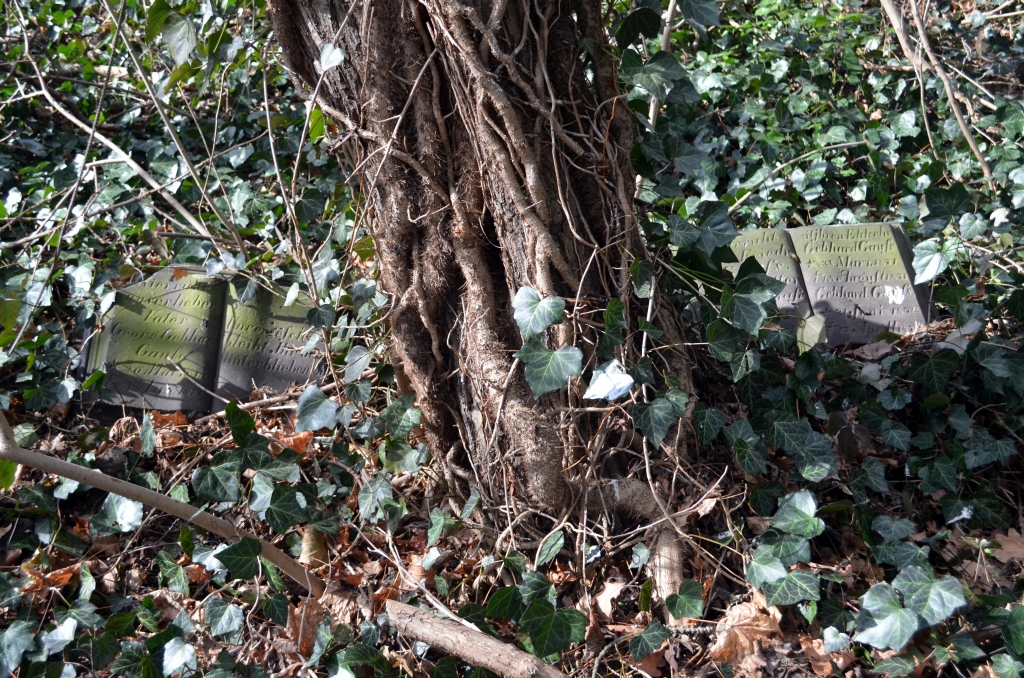
Zwei Grabsteine für mehrere Personen namens „Gauß“.

Da der Friedhof an der Rebenstraße nicht mehr ausreichte, wurde 1841 der Andreasfriedhof an der Hamburger Straße angelegt. Das Grundstück erwarb die Andreasgemeinde 1837. Dort hatte auch die Katharinenkirche seit 1802 einen zweiten Friedhof.
Am 30. Januar 1868 wurde durch das Ministerium ein Austausch der Friedhöfe genehmigt. Der Andreasfriedhof wurde um das ehemalige Friedhofsgelände der Katharinenkirche erweitert und der Friedhof der Andreaskirche an der Rebenstraße wurde an den Katharinenfriedhof abgetreten. Dadurch hatten sowohl die Andreasgemeinde als auch die Katharinengemeinde jeweils zusammenhängende Friedhofsanlagen geschaffen.
Mit der Einweihung des Braunschweiger Zentralfriedhofs (der heutige Hauptfriedhof) am 1. Oktober 1887 wurden die alten dezentralen Friedhöfe nicht mehr benötigt und nach und nach geschlossen. Auch der Andreasfriedhof wurde nicht mehr weiter belegt und später entwidmet. Nachdem die Ruherechte auf dem Andreasfriedhof im 20. Jahrhundert erloschen waren, blieb die Anlage ungenutzt. Am 14. September 1977 wurden die Gebeine und der Grabstein Johann Joachim Eschenburgs vom Andreasfriedhof auf den Magnifriedhof an der Ottmerstraße verlegt.
Zunächst wurde lediglich eine Kindertagesstätte (der St.-Andreas-Kindergarten) im nördlichen Teil errichtet. Sie eröffnete im September 1997. Die Lebenshilfe Braunschweig pachtete von der Andreasgemeinde ein 4000 Quadratmetern großes Grundstück des ehemaligen Friedhofgeländes. Von 2011 bis 2013 entstand auf diesem Teil ein Neubau für einen heilpädagogischen Kindergarten und ein Förderzentrum.

## Grabmale und Bestattete

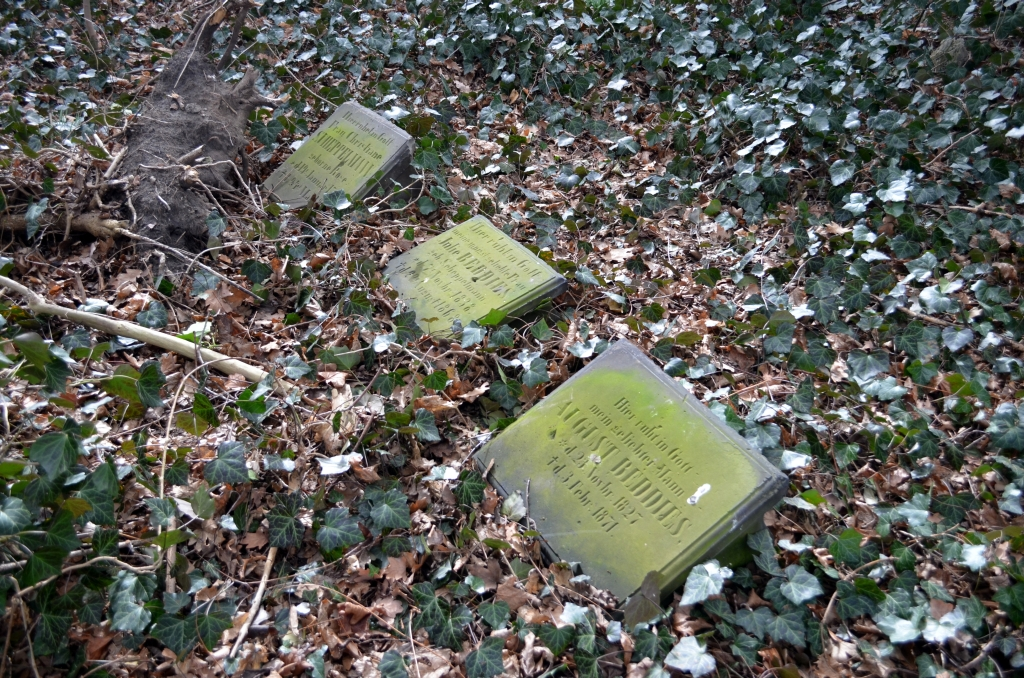
Drei Grabsteine

- Johann Karl Berkhan (21. November 1709 – 18. Mai 1782), Pastor von St. Andreas
- J. G. Bierbaum († 1844)[Anm. 1]
- Ludwig Otto Bleibtreu (1752–1820)
- Juliane Büttner († 1816)
- Friedrich Wilhelm Demmer[Anm. 2]
- Johann Joachim Eschenburg (1743–1820), Literaturhistoriker und Hochschullehrer[Anm. 3]
- A. Fanger (1839–1884)
- Hein. Aug. Koch und daneben der Grabstein seiner Ehefrau
- Heinrich Lachmann (1797–1872), Pädagoge, Arzt und Biologe, Sohn von Karl Lachmann
- Familie Seele[Anm. 4]